# Jan Branicki
Conte Jan Klemens Branicki (Tykocin, 21 settembre 1689 – Białystok, 9 ottobre 1771) è stato un nobile e politico polacco.

## Biografia

### Infanzia

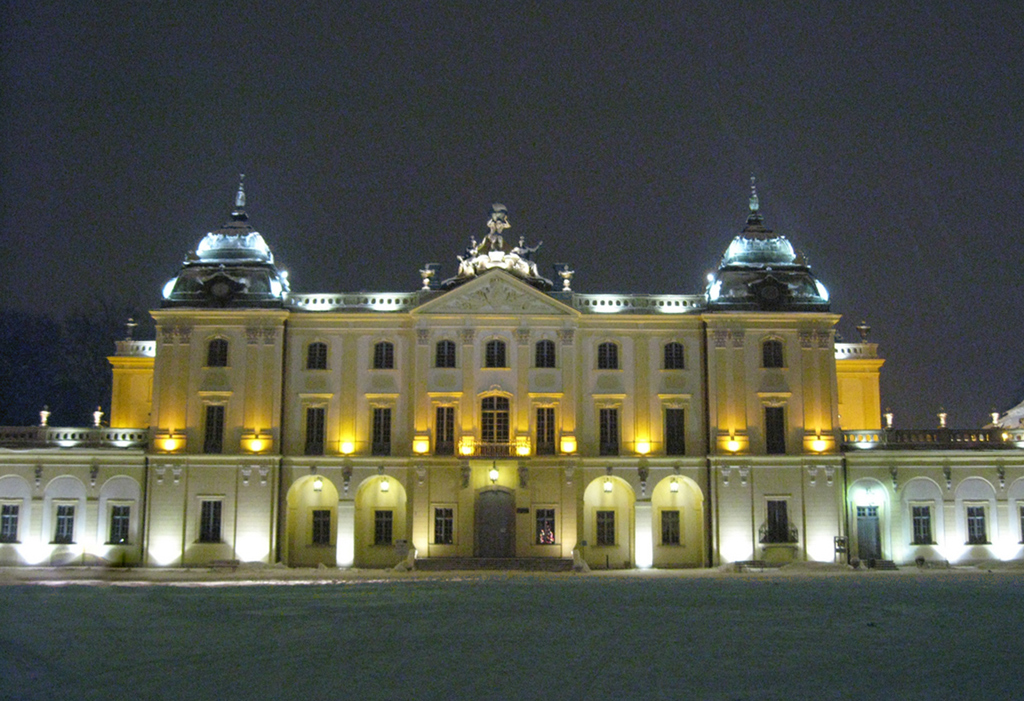
Palazzo di Branicki a Białystok

Era figlio del voivoda di Podlaske Stefan Maria Branicki e di Katarzyna Scholastyca Sapieha, figlia del ministro Jan Kazimierz Sapieha, e apparteneva alla nobile famiglia polacca dei conti Branicki.

### Educazione
Jan Klemens fu tra i pochi magnati dell'epoca a studiare in un'università, frequentando corsi di medicina e filosofia all'Università di Cracovia.

### Matrimoni
Branicki si sposò tre volte: la prima volta sposò la principessa Katarzyna Barbara Radziwiłł, figlia del gran maresciallo principe Karol Stanisław Radziwiłł; successivamente, dopo la morte della più amata Katarzyna, sposò Brarbara Szembek dalla quale divorziò poco tempo dopo; l'ultima moglie fu una sorella del futuro Stanislao II Augusto Poniatowski, Izabella Poniatowska, figlia del principe Stanisław Poniatowski.

### Carriera politica
Durante gli anni dell'università di Cracovia aveva stretto amicizia con il principe Michał Fryderik Czartoriky, che grazie alla sua influenza a corte, aveva procurato a Jan Klemens numerosi posti di varia importanza: nel 1752 divenne castellano di Cracovia e successivamente voivoda della medesima città. Nove anni prima di morire divenne starosta di Brànsk, Bielsko, Biała, Jànow Lubelsky, Bohuslaw e Jezerynsk. Tempo prima era stato gran cancelliere della Corona.